# Лустенау 07
«Лустенау 07» (нем. FC Lustenau 07) — австрийский футбольный клуб из города Лустенау, выступающий в австрийской Первой лиге. Основан 20 сентября 1907 года, что отражено в его названии. Домашние матчи проводит на стадионе «Райсхофштадион», вмещающем 8.000 зрителей. Цвета клуба — бело-голубые.

## Достижения
1-е место в Региональной лиге Запад: (3)
- 2000
- 2001
- 2006